# Professeur Layton et le Masque des miracles
Professeur Layton et le Masque des Miracles (レイトン教授と奇跡の仮面, Layton kyouju to kiseki no kamen) est un jeu vidéo d'aventure et de réflexion du type point and click développé par Level-5 et sorti au Japon le 26 février 2011.
Il s'agit du 5e volet de la série des jeux Professeur Layton dans l'ordre de sortie, mais du second dans l'ordre chronologique. Cet opus est donc la suite du jeu Professeur Layton et l'appel du spectre et du film Professeur Layton et la diva éternelle. Le jeu ne propose plus d’énigmes hebdomadaires, mais une énigme quotidienne pendant un an.
Au Japon, une nouvelle version du jeu intitulée "Professeur Layton et le Masque des Miracles Plus +" est sortie le 6 février 2013. Vendue moins cher que le jeu original (3 000 yens contre 5 980), elle contient des séquences inédites du scénario et de nouvelles énigmes.

## Histoire
Les évènements de ce jeu se déroulent deux ans avant Professeur Layton et l'étrange village, un an après Professeur Layton et l'appel du spectre et quelques mois après Professeur Layton et la diva éternelle.
Quelque temps après leurs aventures à Ambrosia, le professeur Layton reçoit une lettre de son amie d'enfance Marissa Dumont qui lui demande de venir la voir à Dorémont, la cité des prodiges. En effet un étrange homme surnommé le Maître du masque, portant sur le visage l'inquiétant Masque du chaos, sévit en ces lieux : capable de voler, de matérialiser les personnages de tableaux, de brûler des gens, de les pétrifier ou encore de les faire disparaître dans les airs, l'individu a de quoi susciter les craintes des habitants.
Se rendant sur place avec son apprenti Luke Triton et son assistante Emmy Altava, le professeur mène l'enquête. Une enquête qui va bien vite le replonger dans les souvenirs de jeunesse, à l'époque où il allait au lycée en compagnie de Marissa mais aussi son meilleur ami, Randall Ascott, fils d'un baron et surtout, un passionné d'archéologie. C'est Randall qui était parvenu à intéresser le jeune et chevelu Hershel Layton à cette activité. Mais un tragique évènement a séparé Layton et Randall : lors de leur exploration des ruines d'Akavadon, Randall a disparu au fond d'un gouffre, emporté par un terrain instable alors qu'ils franchissaient l'ultime étape menant au supposé trésor de la civilisation Aslante...

## Personnages
- Professeur Hershel Layton : Célèbre professeur d'archéologie enseignant à l'université de Gressenheller, Hershel Layton est un parfait gentleman, passionné d'énigmes et grand amateur de thé. Cela ne l'empêche pas d'être aussi un escrimeur hors pair.  Il est également très fier de sa voiture, la Laytonmobile. Son bien le plus précieux est son chapeau haut-de-forme. Au lycée, il était ami avec Marissa Dumont et Randall Ascott. Ce dernier lui a donné goût à l'aventure et lui a permis de devenir l'éminent professeur d'archéologie qu'il est aujourd'hui. Il avoue un certain manque d'organisation... Il lui arrive souvent d'interrompre le rangement de ses étagères pour lire un livre ou deux.
- Luke Triton : Luke est un garçon intelligent et très doué qui se considère comme l'apprenti du célèbre professeur Layton. Sa capacité à parler aux animaux s'est avérée utile dans ses enquêtes. Du haut de ses 11 ans, il a toutefois encore beaucoup à apprendre. C'est un garçon gentil et sincère, mais comme beaucoup d'enfants de son âge, il peut parfois se montrer insolent.
- Emmy Altava : L'assistante du professeur Layton est une jeune femme à la fois intelligente et vive. Elle est passionnée de photographie et ne voyage jamais sans son appareil photo. Toujours prête à foncer tête baissé, sa maîtrise des arts martiaux complète à merveille l'esprit affuté du professeur. Mais une âme sensible se cache sous ses dehors rebelle.
- Jean Descole : Scientifique autoproclamé, Descole cache derrière des apparences nobles un esprit froid et calculateur. Il ne recule devant rien pour parvenir à ses fins, n'hésitant pas à manipuler ses semblables et à accomplir les pires horreurs. Il nourrit un intérêt particulier pour l'archéologie, étant à la recherche des reliques d'une ancienne civilisation, et a poussé Randall à réaliser ses « prodiges » pour lui... Impatient, il a pris l'apparence de Marissa afin d'obtenir au plus vite le Masque de l'ordre.
- Inspecteur Clamp Grosky : L'inspecteur phare de Scotland Yard. Personnage plutôt sanguin et doté d'une volonté de fer, il est très fier de ses muscles et de son abondante pilosité. Il consacre toute son énergie à ses enquêtes, quitte à en faire parfois un peu trop. C'est un homme pur et honnête, parfois un peu naïf. C'est d'ailleurs bien souvent le professeur Layton qui résout les enquêtes à sa place. Même s'il en parle peu, il est séparé de sa femme.
- Marissa Dumont : Dans sa jeunesse, Marissa était une jeune fille enjouée et pleine de charme. Elle a perdu son frère dans une expédition archéologique et à cause de cette tragédie voit d'un très mauvais œil les expéditions dans lesquelles Randall se lance les yeux fermés. À la disparition de Randall, elle ne sort plus de chez elle. Elle fait ensuite croire qu'elle a épousé Henry mais en réalité, tout comme lui, elle attend le retour de Randall, chérissant le pendentif qu'il lui avait donné. Se doutant de l'identité du Maître du Masque, elle souhaitait qu'Hershel confirme ses soupçons.
- Henry Dumont : Adolescent studieux et dévoué, le jeune Henry suivait une formation de majordome dans la famille Ascott. Très intelligent, il a aidé Randall a résoudre l'énigme de Norwell. Bien qu'il éprouve des sentiments pour Marissa, il a préféré les taire par égard pour Randall. Après la disparition de Randall, il a fondé Dorémont en injectant toute sa fortune dans la ville. Il n'a jamais oublié la gentillesse de Randall à son égard et a attendu son retour pendant dix-huit ans. Il tient au robot que Randall lui a donné quand ils étaient enfants comme à la prunelle de ses yeux.
- Randall Ascott : Au grand désespoir de sa petite amie Marissa, le jeune Randall adorait rêver d'expéditions et de ruines perdus. Plein d'entrain à dix-sept ans, il arrivait toujours à entraîner ses amis dont Hershel dans ses projets les plus fous. Il ne portait des lunettes que pour imiter le style d'un célèbre archéologue. Après sa disparition dans les ruines d'Akavadon, il passe près de dix-huit ans amnésique dans le village de Craggy Dale jusqu'à ce que Descole lui "apprenne la vérité". Sous le déguisement du Maître du Masque, il apparaît dans la ville de Dorémont et commence à réaliser toutes sortes de prodiges, démystifiés par la suite par le professeur Layton. Il comptait ainsi se venger d'Henry, se croyant à tort volé et trahi. Malgré toutes ces années, il a gardé le caractère attachant qu'appréciaient tant ses amis.
- Alphonse Dalston : Enfant, c'était le rebelle de la bande. Son visage renfrogné et sa franchise sans borne donnaient une mauvaise image de lui, mais les personnes qui le connaissent savent qu'il ne ferait pas de mal à une mouche. La fortune de son père le laisse de marbre : il tient à bâtir son propre empire. Devenu magnat de l'immobilier, ses difficultés à exprimer ses sentiments le font passer pour un requin. Son souhait le plus cher était d'avoir son propre hôtel afin de bâtir une vie qu'il puisse contempler avec fierté dans ses vieux jours...
- Sheffield : À la tête des forces de police de Dorémont, le commissaire Sheffield a pour mission de ne laisser aucune chance au crime. Son agressivité et sa poigne de fer lui valent l'admiration de ses pairs. Hélas, sa dernière affaire lui a posé beaucoup de difficultés... Il ne s'entend pas bien du tout avec l'inspecteur Bloom.
- Leon Bronev : Personnage entouré de mystère, il est le chef de l'organisation TARGET. Il est clair que l'inspecteur en chef Bloom travaille pour lui, mais Bronev semble aussi avoir un lien avec Layton et Descole, même si cela n'est pas confirmé... Il semble à la recherche d'une chose en lien avec l'antique civilisation Aslante...
- Léonard Bloom : Inspecteur en chef, c'est un jeune prodige envoyé par Scotland Yard. Bien qu'il participe à l'enquête sur le Maître du Masque, son véritable objectif est que Layton le mène au Masque de l'ordre. Loyal par nature, il suit les ordres à la lettre, quoi qu'il arrive. Il fait certainement partie de TARGET, travaillant pour Bronev.
- Lady Ascott : C'est la mère de Randall. Elle vivait en secret chez Henry en attendant le retour de son fils. C'est elle qui s'est porté garante pour Henry quand il a commencé à créer la ville de Dorémont.
- Elizabeth : Médium se faisant appeler "Elizabeth", cette magnifique et extralucide vieille dame prend soin des énigmes laissées de côté par Layton et ses compagnons. Elle ressemble à quelqu'un, mais à qui...? On dit que son masque dissimule un visage d'une beauté à couper le souffle, mais cela reste à vérifier...
- Aldus : C'est un homme doux et amical, mais personne ne semble lui faire confiance. C'est le fléau des touristes car il empiète constamment sur leur espace personnel. Un brin envahissant donc, il anticipe souvent les déplacements de Layton et ne manque jamais de lui prodiguer ses conseils. Il ne jette jamais rien et garde ses trésors dans un coffre en bois. D'ailleurs, il adore les boîtes en bois et en a toujours une sur lui...
- Hannah : Jeune femme raffinée, elle est la présidente et l'unique membre des Clampettes, le fan-club de Clamp Grosky. Elle pense que Grosky est l'homme qu'elle attend depuis si longtemps. Dès qu'elle le voit, elle est submergée par l'émotion et pour lui, s'il le fallait, elle déplacerait des montagnes. Elle est bien connue des services de police pour être toujours la première sur les lieux du crime... dans l'espoir d'apercevoir l’inspecteur de ses rêves, armée de son plus beau sourire !

## Voix françaises
- Martial Leminoux : Professeur Hershel Layton
- Marie Zidi : Luke Triton
- Caroline Klaus : Emmy Altava, Lucille Layton
- Hervé Grull : Randall Ascott
- Marie Nonnenmacher : Marissa Dumont, Randall enfant
- Cyrille Monge : Henry Dumont
- Michel Elias : Alphonse Dalston
- Philippe Bozo : Inspecteur Leonard Bloom
- Emmanuel Dabbous : Commissaire Sheffield, Leon Bronev
- Hugues Martel : Inspecteur Clamp Grosky, Raymond
- Sophie Baranes : Lady Ascott, Henry enfant
- Jean-Marie Fonbonne : Jean Descole, professeur Collins

## Ventes
Mise à jour: 10 janvier 2014.
| Europe         | 0,59 million |
| Japon          | 0,36 million |
| États-Unis     | 0,23 million |
| Reste du monde | 0,09 million |
| Total          | 1,27 million |